# Вільямс (видавництво)
Видавничий дім «Вільямс» — російське видавництво, що було засноване у 1998 році. Нині є підрозділом видавничої групи «Діалектика-Вільямс» (включає також видавництво «Діалектика»). Серед авторів видавництва А.Тейлор, У. Вонг, С. Келбі, Д. М. Колісніченко, В. Мао, С. Хайкін, У. Одом, В. Столлінгс, М Фаулер, М. Бронштейн, М. Мастерсон та ін..

## Про видавництво
Видавничий будинок «Вільямс» разом з українським видавництвом «Діалектика» входять у видавничу групу «Діалектика-Вільямс». Історично першим було утворено видавництво «Діалектика»: в травні 1992 року в Києві. Згодом, видавничий дім «Вільямс». З самому початку видавалися книги комп'ютерної тематики. Історично видавнича група «Діалектика-Вільямс» випускала виключно перекладну літературу. У 1994-95-х роках видавничою групою було отримано ексклюзивні права на переклад серій «Для чайників» і «Біблія», тому всі зусилля були спрямовані на хороший, якісний переклад американської літератури.
Нині основними напрямами діяльності видавництва «Вільямс» є випуск комп'ютерної та економічної літератури для професіоналів; видання однієї з кращих у світі серії комп'ютерних книг американського видавництва Macmillan Computer Publishing (МСР) «Спеціальне видання. Використання …»; випуск 3-х популярних серій комп'ютерних книг видавництва МСР: «Опануй самостійно … 10 хвилин на урок, … за 24 години, … за 21 день»; видання міжнародних бестселерів зі світу економічної літератури від американського видавництва Prentice Hall; випуск всесвітньо відомих книг з основ комп'ютерних наук від американського видавництва Addison-Wesley Publishing Company.